# Artis Gilmore

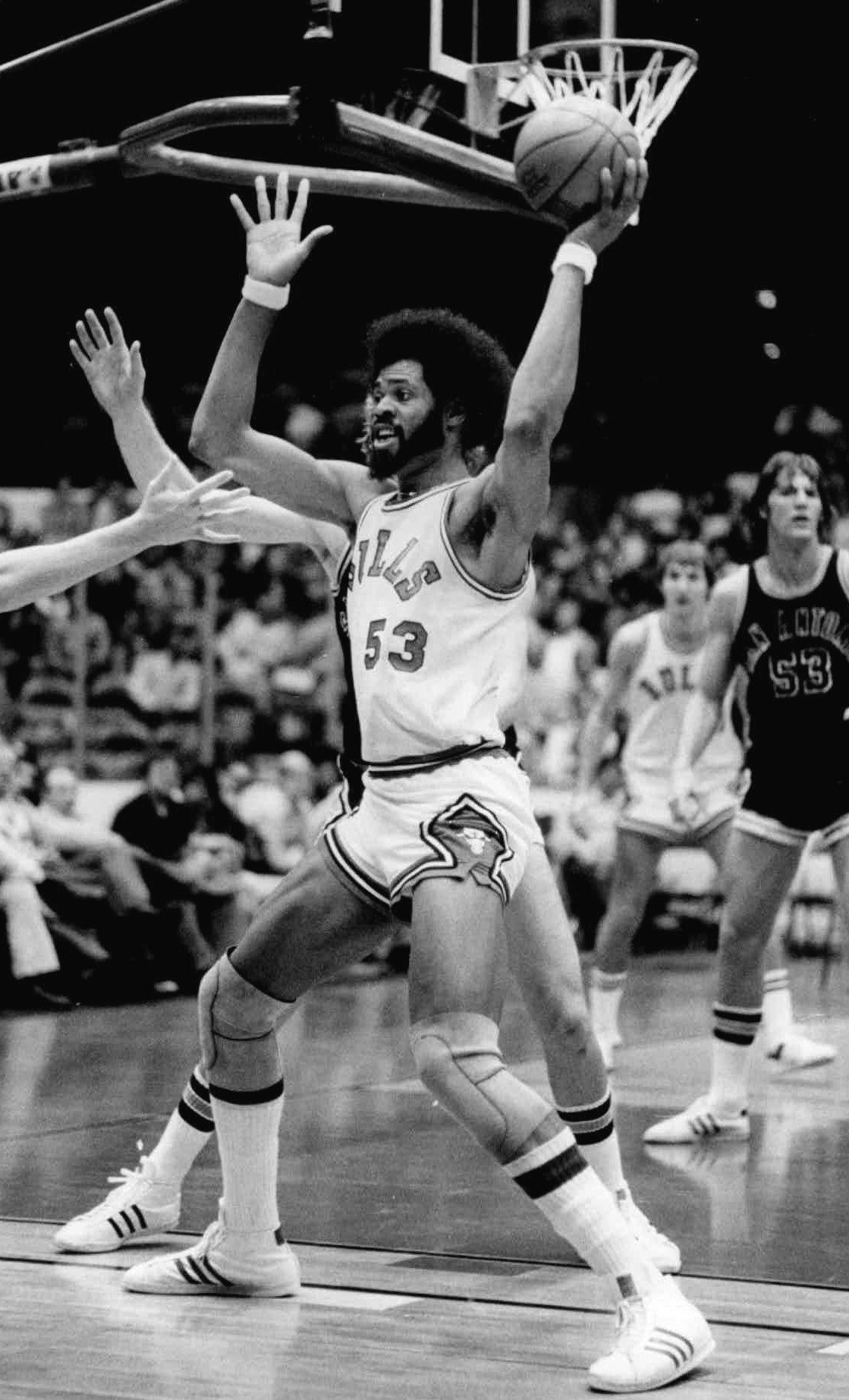
Gilmore amb els Bulls el 1977.

Artis Gilmore (nascut el 21 de setembre de 1948 a Chipley, Florida) és un exjugador de bàsquet nord-americà, que va repartir la seva etapa professional entre les lligues ABA i l'NBA durant 17 temporades, en les dècades dels 70 i els 80. Va ser sobrenomenat The A-Train (el Tren A), pel seu dominant estil de joc, basat en els seus 2,18 metres d'alçada i el seu poderós físic. Va arribar a jugar en una ocasió 670 partits de forma consecutiva.

## Carrera

### Universitat
Va ser, sens dubte, un dels pivots amb més talent a nivell nacional en els dos anys que va disputar amb la samarreta de la Universitat de Jacksonville. Les seves estadístiques parlen per si mateixes: va fer una mitjana de 24,3 punts i 22,7 rebots per partit, cosa molt difícil de veure en l'actualitat.

### Professional

#### ABA
Malgrat aquests fantàstics números, no va ser triat en el Draft de 1971 fins a la quinzena posició de la setena ronda, per la qual cosa va decidir acceptar l'oferta dels Kentucky Colonels de la lliga ABA, on va romandre fins a la desaparició de la lliga el 1976. En el seu primer any, va ser triat MVP i Rookie de l'any, en completar uns números de 23,8 punts i 17,8 rebots per partit. Va ser triat en les seves cinc temporades en el millor quintet de la lliga, i en 4 d'elles en el millor quintet defensiu. Va guanyar el títol de campió amb el seu equip el 1975 i va establir diversos records de la lliga en taps i percentatge de tir.

#### NBA
En desaparèixer l'ABA, es va establir un draft de dispersió en l'NBA, per recol·locar als jugadors més destacats en la lliga. I va ser Chicago novament qui el va triar. Allí hi va jugar durant 6 temporades, i posteriorment va signar el 1982 pels San Antonio Spurs. A Texas hi va romandre durant unes altres 5 temporades, i va finalitzar la seva carrera en l'NBA als Boston Celtics, la temporada 1987-88. En el total de la seva carrera professional als Estats Units va fer una mitjana de 18,8 punts i 12,3 rebots per partit.
Com a nota curiosa, va ser el primer jugador a participar en el primer concurs de mats de la història de l'NBA.

#### Lliga Italiana
Amb 39 anys, va estirar la seva vida professional una temporada més, signant pel Bologna Arimo de la Llega Italiana. Malgrat la seva edat, va fer una mitjana de 12,3 punts i 11 rebots per partit.

## Estadístiques de la seva carrera en l'NBA i l'ABA
| † | Denota temporades en les quals Gilmore va guanyar un Campionat de l'NBA |
| * | Líder de la lliga                                                       |

### Temporada regular
| Any             | Equip          | PJ   | PT  | MPP   | %TC   | %3P   | %TL  | RPP   | APP | ROB | TPP | PPP  |
| --------------- | -------------- | ---- | --- | ----- | ----- | ----- | ---- | ----- | --- | --- | --- | ---- |
| Plantilla:Abay  | Kentucky (ABA) | 84*  | -   | 43.6  | .598* | -     | .646 | 17.8* | 2.7 | -   | 5.0 | 23.8 |
| Plantilla:Abay  | Kentucky (ABA) | 84*  | -   | 41.7  | .559* | .500  | .643 | 17.6* | 3.5 | -   | 3.1 | 20.8 |
| Plantilla:Abay  | Kentucky (ABA) | 84   | -   | 41.7* | .493  | .000  | .667 | 18.3* | 3.9 | 0.7 | 3.4 | 18.7 |
| Plantilla:Abay† | Kentucky (ABA) | 84   | -   | 41.6* | .580  | .500  | .696 | 16.2  | 2.5 | 0.8 | 3.1 | 23.6 |
| Plantilla:Abay  | Kentucky (ABA) | 84   | -   | 39.1  | .552  | -     | .682 | 15.5* | 2.5 | 0.7 | 2.4 | 24.6 |
| 1976-77         | Chicago        | 82   | -   | 35.1  | .522  | -     | .660 | 13.0  | 2.4 | 0.5 | 2.5 | 18.6 |
| 1977-78         | Chicago        | 82   | -   | 37.4  | .559  | -     | .704 | 13.1  | 3.2 | 0.5 | 2.2 | 22.9 |
| 1978-79         | Chicago        | 82*  | -   | 39.8  | .575  | -     | .739 | 12.7  | 3.3 | 0.6 | 1.9 | 23.7 |
| 1979-80         | Chicago        | 48   | -   | 32.7  | .595  | -     | .712 | 9.0   | 2.8 | 0.6 | 1.2 | 17.8 |
| 1980-81         | Chicago        | 82   | -   | 34.5  | .670* | -     | .705 | 10.1  | 2.1 | 0.6 | 2.4 | 17.9 |
| 1981-82         | Chicago        | 82   | 82  | 34.1  | .652* | 1.000 | .768 | 10.2  | 1.7 | 0.6 | 2.7 | 18.5 |
| 1982-83         | San Antonio    | 82   | 82  | 34.1  | .626* | .000  | .740 | 12.0  | 1.5 | 0.5 | 2.3 | 18.0 |
| 1983-84         | San Antonio    | 64   | 59  | 31.8  | .631* | .000  | .718 | 10.3  | 1.1 | 0.6 | 2.1 | 15.3 |
| 1984-85         | San Antonio    | 81   | 81  | 34.0  | .623  | .000  | .749 | 10.4  | 1.6 | 0.5 | 2.1 | 19.1 |
| 1985-86         | San Antonio    | 71   | 71  | 33.7  | .618  | .000  | .701 | 8.5   | 1.4 | 0.5 | 1.5 | 16.7 |
| 1986-87         | San Antonio    | 82*  | 74  | 29.3  | .597  | -     | .680 | 7.1   | 1.8 | 0.5 | 1.2 | 11.4 |
| 1987-88         | Chicago        | 24   | 23  | 15.5  | .513  | -     | .514 | 2.6   | 0.4 | 0.2 | 0.5 | 4.2  |
| 1987-88         | Boston         | 47   | 4   | 11.1  | .574  | -     | .527 | 3.1   | 0.3 | 0.2 | 0.4 | 3.5  |
| Total           | Total          | 1329 | 476 | 35.5  | .582  | .150  | .698 | 12.3  | 2.3 | 0.6 | 2.4 | 18.8 |

### Playoffs
| Año   | Equipo         | PJ  | PT | MPP  | %TC   | %3P  | %TL  | RPP   | APP | ROB | TPP  | PPP  |
| ----- | -------------- | --- | -- | ---- | ----- | ---- | ---- | ----- | --- | --- | ---- | ---- |
| 1972  | Kentucky (ABA) | 6   | -  | 47.5 | .571  | .000 | .711 | 17.7  | 4.2 | -   | -    | 21.8 |
| 1973  | Kentucky (ABA) | 19* | -  | 41.1 | .544  | -    | .626 | 13.7  | 3.9 | -   | -    | 19.0 |
| 1974  | Kentucky (ABA) | 8   | -  | 43.0 | .559  | -    | .576 | 18.6* | 3.5 | 0.9 | 3.8* | 22.5 |
| 1975† | Kentucky (ABA) | 15  | -  | 45.3 | .539  | -    | .772 | 17.6* | 2.5 | 1.0 | 2.1  | 24.1 |
| 1976  | Kentucky (ABA) | 10  | -  | 39.0 | .608* | -    | .757 | 15.2* | 1.9 | 1.1 | 3.6* | 24.2 |
| 1977  | Chicago        | 3   | -  | 42.0 | .475  | -    | .783 | 13.0  | 2.0 | 1.0 | 2.7  | 18.7 |
| 1981  | Chicago        | 6   | -  | 41.2 | .583  | -    | .691 | 11.2  | 2.0 | 1.0 | 2.8* | 18.0 |
| 1983  | San Antonio    | 11  | -  | 36.5 | .576  | -    | .696 | 12.9  | 1.6 | 0.8 | 3.1  | 16.7 |
| 1985  | San Antonio    | 5   | 5  | 37.0 | .558  | -    | .689 | 10.0  | 1.4 | 0.4 | 1.4  | 17.8 |
| 1986  | San Antonio    | 3   | 3  | 35.7 | .667  | .000 | .571 | 6.0   | 1.0 | 2.3 | 0.3  | 13.3 |
| 1988  | Boston         | 14  | 0  | 6.1  | .500  | -    | .500 | 1.4   | 0.1 | 0.0 | 0.3  | 1.1  |
| Total | Total          | 100 | 8  | 36.3 | .561  | .000 | .688 | 12.7  | 2.3 | 0.8 | 2.2  | 17.7 |

## Assoliments personals
- Campió de l'ABA el 1975.
- 11 vegades All Star (5 a l'ABA i 6 en l'NBA).
- MVP de l'ABA en 2 ocasions.
- Rookie de l'any a l'ABA el 1972.
- Millor percentatge de tir de la lliga en 6 ocasions (2 a l'ABA).
- Millor percentatge de tir de tota la història en ambdues lligues (58,2 % de mitjana entre les dues).
- Màxim rebotador de l'ABA en 4 ocasions.
- Màxim taponador de l'ABA en 2 ocasions.